# FC Loko Pardubice
FC Loko Pardubice (celým názvem: Fotbalový club Loko Pardubice) byl český fotbalový klub z Pardubic. Nejúspěšnější éry klubu byly v letech 1971 – 1974, 1976 – 1984 a 2003 – 2005, kdy klub působil v Divizi. Od roku 1934 až do svého zániku klub využíval pardubický stadion Dolíček. Jeho nejslavnějším odchovancem byl pozdější reprezentant Jiří Hledík, který v klubu hrával od svých deseti let až do roku 1951. Po sezóně 2004/05 se FC Loko Pardubice spojil s městským rivalem Teslou Pardubice. V divizi následně pokračovala právě Tesla a Loko zaniklo.

## Historické názvy
Zdroj: 
- 1919 – SK Slavoj Pardubice (Sportovní klub Slavoj Pardubice)
- 1953 – DSO Lokomotiva Pardubice (Dobrovolná sportovní organizace Lokomotiva Pardubice)
- 1959 – TJ Lokomotiva Pardubice (Tělovýchovná jednota Lokomotiva Pardubice)
- 1992 – FC Lokomotiva Pardubice (Fotbalový club Lokomotiva Pardubice)
- 2004 – FC Loko Pardubice (Fotbalový club Loko Pardubice)
- 2005 – fúze s Teslou Pardubice ⇒ zánik

## Umístění v jednotlivých sezonách
Zdroj: 
Legenda: Z - zápasy, V - výhry, R - remízy, P - porážky, VG - vstřelené góly, OG - obdržené góly, +/- - rozdíl skóre, B - body, červené podbarvení - sestup, zelené podbarvení - postup, fialové podbarvení - reorganizace, změna skupiny či soutěže
| Československo (1970 – 1993) |                                      |        |     |     |     |     |     |     |     |     |        |
| Sezóny                       | Liga                                 | Úroveň | Z   | V   | R   | P   | VG  | OG  | +/- | B   | Pozice |
| 1970/71                      | Divize C                             | 4      | 26  | 9   | 3   | 14  | 36  | 53  | -17 | 21  | 10.    |
| 1971/72                      | Divize C                             | 4      | 26  | 9   | 5   | 12  | 47  | 54  | -7  | 23  | 12.    |
| 1972/73                      | Divize C                             | 4      | 26  | 9   | 5   | 12  | 41  | 39  | +2  | 23  | 11.    |
| 1973/74                      | Divize C                             | 4      | 26  | 7   | 5   | 14  | 30  | 53  | -23 | 19  | 13.    |
| ...                          |                                      |        |     |     |     |     |     |     |     |     |        |
| 1976/77                      | Divize C                             | 4      | 26  | 7   | 7   | 12  | 39  | 59  | -20 | 21  | 13.    |
| 1977/78                      | Divize C                             | 3      | 30  | 9   | 7   | 14  | 44  | 63  | -19 | 25  | 12.    |
| 1978/79                      | Divize C                             | 3      | 30  | 13  | 5   | 12  | 46  | 47  | -1  | 31  | 9.     |
| 1979/80                      | Divize C                             | 3      | 30  | 10  | 6   | 14  | 36  | 41  | -5  | 26  | 13.    |
| 1980/81                      | Divize C                             | 3      | 30  | 4   | 11  | 15  | 29  | 62  | -33 | 19  | 15.    |
| 1981/82                      | Divize C                             | 4      | 26  | 15  | 5   | 6   | 49  | 36  | +13 | 35  | 2.     |
| 1982/83                      | Divize C                             | 4      | 26  | 9   | 5   | 12  | 39  | 49  | -10 | 23  | 10.    |
| 1983/84                      | Divize C                             | 4      | 26  | 4   | 5   | 17  | 18  | 50  | -32 | 13  | 14.    |
| ...                          |                                      |        |     |     |     |     |     |     |     |     |        |
| Česko (1993 – 2005)          |                                      |        |     |     |     |     |     |     |     |     |        |
| Sezóny                       | Liga                                 | Úroveň | Z   | V   | R   | P   | VG  | OG  | +/- | B   | Pozice |
| 1993/94                      | I. B třída Východočeské župy – sk. C | 7      | 26  | 8   | 9   | 9   | 52  | 43  | +9  | 25  | 8.     |
| 1994/95                      | I. B třída Východočeské župy – sk. C | 7      | 26  | 11  | 5   | 10  | 42  | 40  | +2  | 38  | 5.     |
| ...                          |                                      |        |     |     |     |     |     |     |     |     |        |
| 1998/99                      | I. A třída Východočeské župy – sk. ? | 6      | ... | ... | ... | ... | ... | ... | ... | ... |        |
| 1999/00                      | Východočeský župní přebor            | 5      | 30  | 10  | 10  | 10  | 51  | 49  | +2  | 40  | 7.     |
| 2000/01                      | Východočeský župní přebor            | 5      | 30  | 16  | 5   | 9   | 70  | 40  | +30 | 53  | 5.     |
| 2001/02                      | Východočeský župní přebor            | 5      | 30  | 19  | 6   | 5   | 69  | 39  | +30 | 63  | 2.     |
| 2002/03                      | Přebor Pardubického kraje            | 5      | ... | ... | ... | ... | ... | ... | ... | ... | 1.     |
| 2003/04                      | Divize C                             | 4      | 30  | 11  | 5   | 14  | 46  | 51  | -5  | 38  | 10.    |
| 2004/05                      | Divize C                             | 4      | 30  | 12  | 5   | 13  | 46  | 51  | -5  | 41  | 9.     |